# 承平 (北魏)
承平（しょうへい、別に永平とも作る）は、南北朝時代の北魏において、南安王拓跋余の治世に使用された元号である。452年2月から10月まで適用されていた。

## 西暦・干支との対照表
| 承平 | 元年  |
| 西暦 | 452年 |
| 干支 | 壬辰  |